# Il volo dell'angelo di pietra
Il volo dell'angelo di pietra  (titolo originale: Flight of the Stone Angel) è un thriller della scrittrice statunitense Carol O'Connell pubblicato in Italia da Piemme nel 2003.

## Trama
Dopo vent'anni dalla morte della madre, Kathy Mallory torna a Dayborn, cittadina della Louisiana per poterne vendicare la morte. Tutti sembrano aver dimenticato la morte della dottoressa Cass Shelley, lapidata da una folla inferocita, tranne lo sceriffo Tom Jessop, che si è sempre interrogato sul perché e sulla fine della figlia Kathy, apparente testimone dell'evento. A Dayborn Kathy ritroverà il suo amico Charles Butler, dopo mesi dal loro addio a New York, e il detective Riker.

## Edizioni in italiano
- Carol OʼConnell; Il volo dell'angelo di pietra, traduzione di Valentina Mazzabettini, Piemme, Casale Monferrato 2003 ISBN 88-384-7211-4
- Carol O'Connell; Il volo dell'angelo di pietra, traduzione di Valentina Mazzabettini, Piemme, 2005 ISBN 88-384-8764-2
- Carol O'Connell; Il volo dell'angelo di pietra, traduzione di Valentina Mazzabettini, Piemme pocket, Casale Monferrato c2005 ISBN 88-384-8338-8
- Carol O'Connell; Il volo dell'angelo di pietra, traduzione di Valentina Mazzabettini, Piemme pocket, Casale Monferrato c2006 ISBN 88-384-8572-0